# Bactrocera diospyri
Bactrocera diospyri är en tvåvingeart som beskrevs av Drew 1989. Bactrocera diospyri ingår i släktet Bactrocera och familjen borrflugor. Inga underarter finns listade.